# Вередія
Вередія (рум. Vărădia) — село у повіті Караш-Северін в Румунії. Входить до складу комуни Вередія.
Село розташоване на відстані 366 км на захід від Бухареста, 36 км на південний захід від Решиці, 79 км на південь від Тімішоари.

## Населення
За даними перепису населення 2002 року у селі проживали 892 особи.
Національний склад населення села:
| Національність | Кількість осіб | Відсоток |
| -------------- | -------------- | -------- |
| румуни         | 743            | 83,3%    |
| цигани         | 129            | 14,5%    |
| угорці         | 7              | 0,8%     |
| німці          | 7              | 0,8%     |

Рідною мовою назвали:
| Мова      | Кількість осіб | Відсоток |
| --------- | -------------- | -------- |
| румунська | 754            | 84,5%    |
| циганська | 127            | 14,2%    |
| угорська  | 6              | 0,7%     |